# كريس بانكس (لاعب كرة قدم)
كريس بانكس (بالإنجليزية: Chris Banks)‏ (6 ديسمبر 1987 في الولايات المتحدة - ) هو لاعب كرة قدم أمريكي في مركز الهجوم. لعب مع Wilmington Hammerheads FC ‏ وGPS Portland Phoenix ‏ وSeacoast United Phantoms ‏.

## وصلات خارجية
- كريس بانكس على موقع قاعدة بيانات كرة القدم.إي يو (الإنجليزية)